# Bruno von Reden
Bruno von Reden (* 13. Juli 1870 in Hastenbeck; † 7. Mai 1962 ebenda) war ein deutscher Offizier, Gutsbesitzer und Parlamentarier.

## Leben

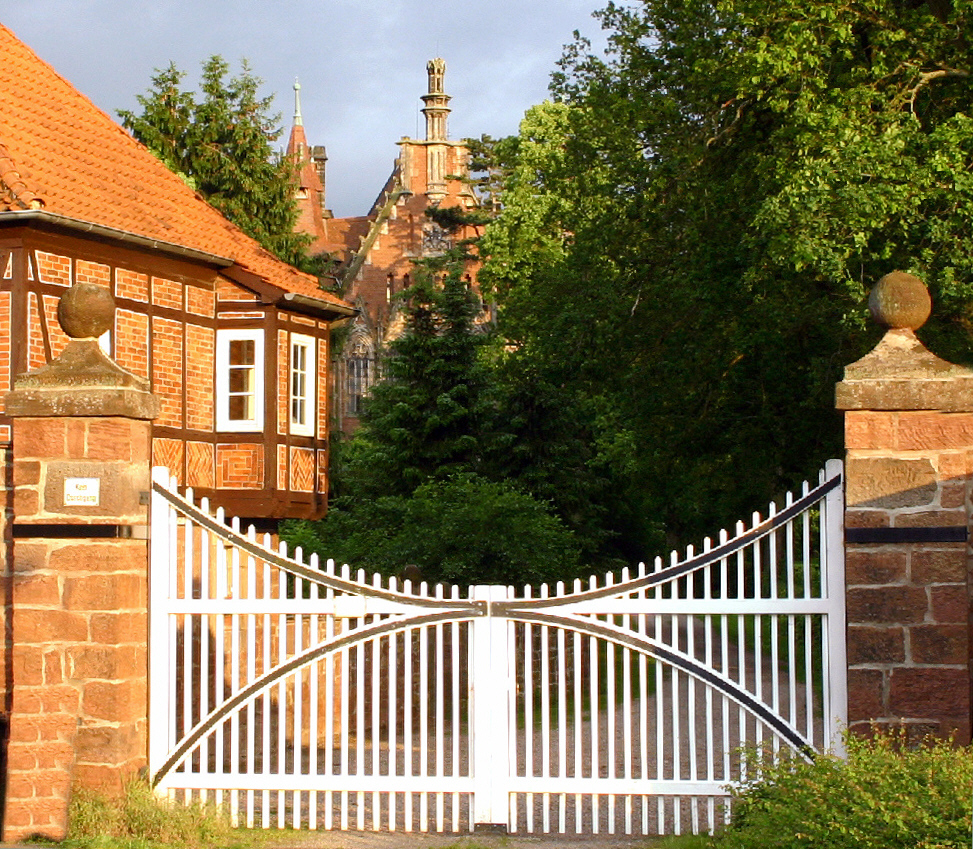
Rittergut Hastenbeck

Er entstammte dem Adelsgeschlecht Reden und war der Sohn des Rittergutsbesitzers Ferdinand von Reden auf Hastenbeck. An der Georg-August-Universität Göttingen immatrikulierte er sich für Naturwissenschaften. Von Ostern 1891 bis Michaelis 1892 war er im Corps Saxonia Göttingen aktiv. Als Inaktiver trat er in die Preußische Armee.  Nach dem Militärdienst beim Oldenburgischen Dragoner-Regiment Nr. 19, wo er 1894 zum Sekondeleutnant ernannt wurde, war er von 1900 bis 1902 am Militärreitinstitut Hannover tätig. Danach machte er eine praktische Ausbildung in der Landwirtschaft und trat danach bei den Braunschweiger Husaren ein. Sein letzter Dienstrang beim Militär war Oberstleutnant und ab 5. Oktober 1918 war er letzter Kommandeur des Husaren-Regiment Nr. 4. Nach seinem Abschied bewirtschaftete Reden das Familienfideikommiss in Hastenbeck, wo er in zahlreichen Vereinen langjährig ehrenamtlich tätig war.
Als Politiker gehörte er von 1921 bis 1925 dem Provinziallandtag der Provinz Hannover an. Reden war 1949 Mitglied der ersten Bundesversammlung. In Hastenbeck war er Mitglied des Gemeinderats. Er war Mitglied der Deutschen Partei.